# Leucauge blanda
Leucauge blanda là một loài nhện trong họ Tetragnathidae.
Loài này thuộc chi Leucauge. Leucauge blanda được miêu tả năm 1878 bởi L. Koch.

## Hình ảnh

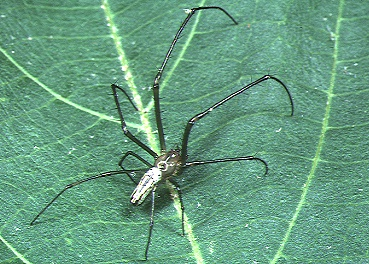
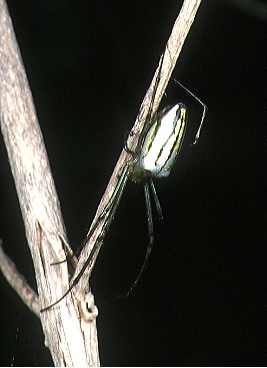
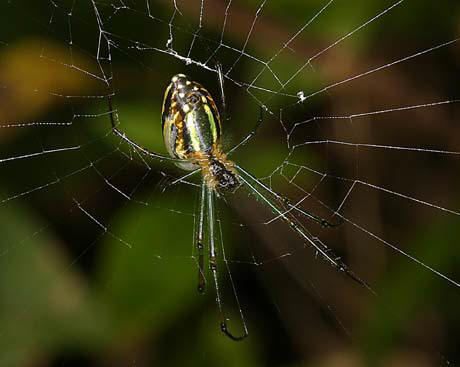